# Floresta subpolar de Magalhães

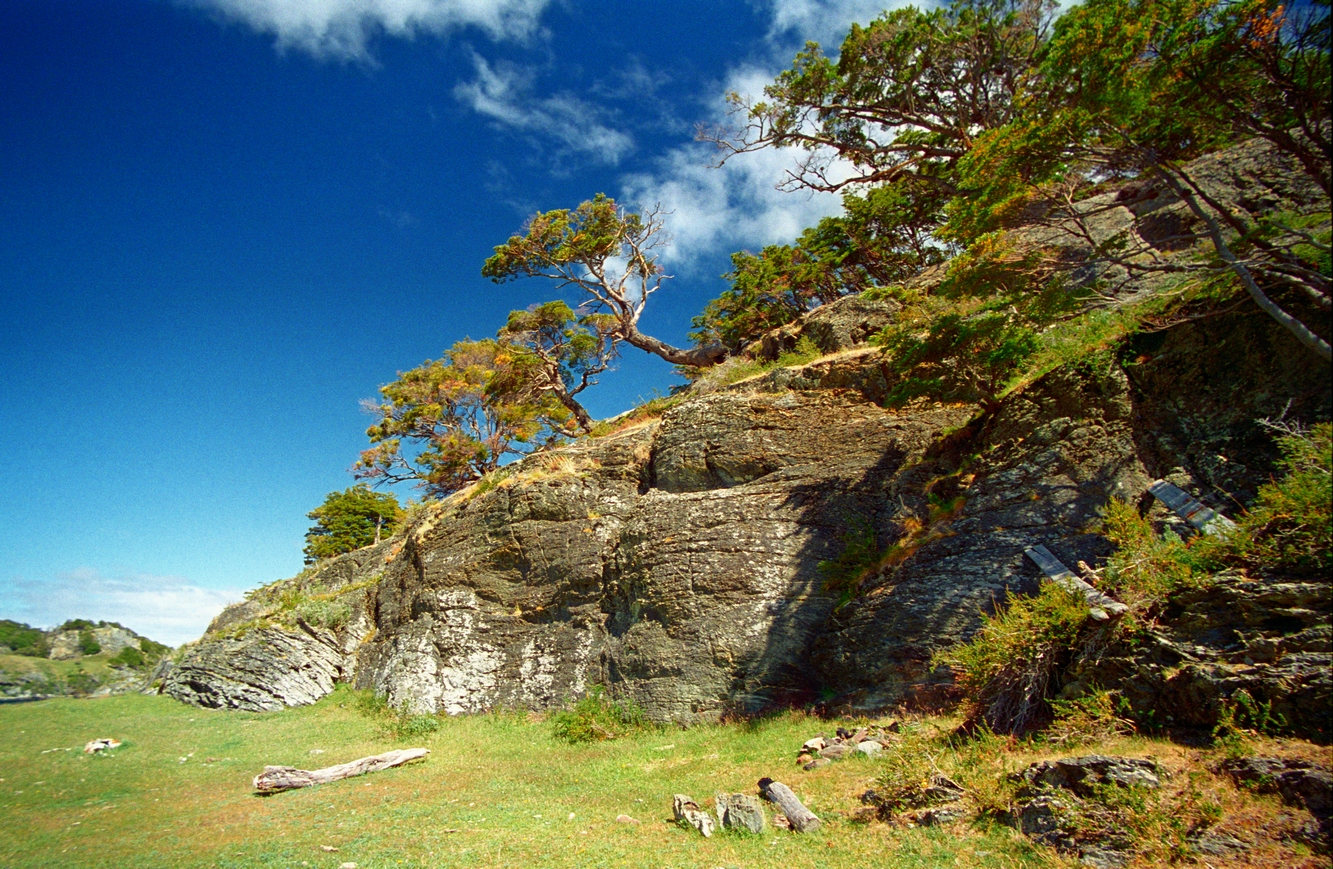
Harberton, Terra do Fogo, Argentina.

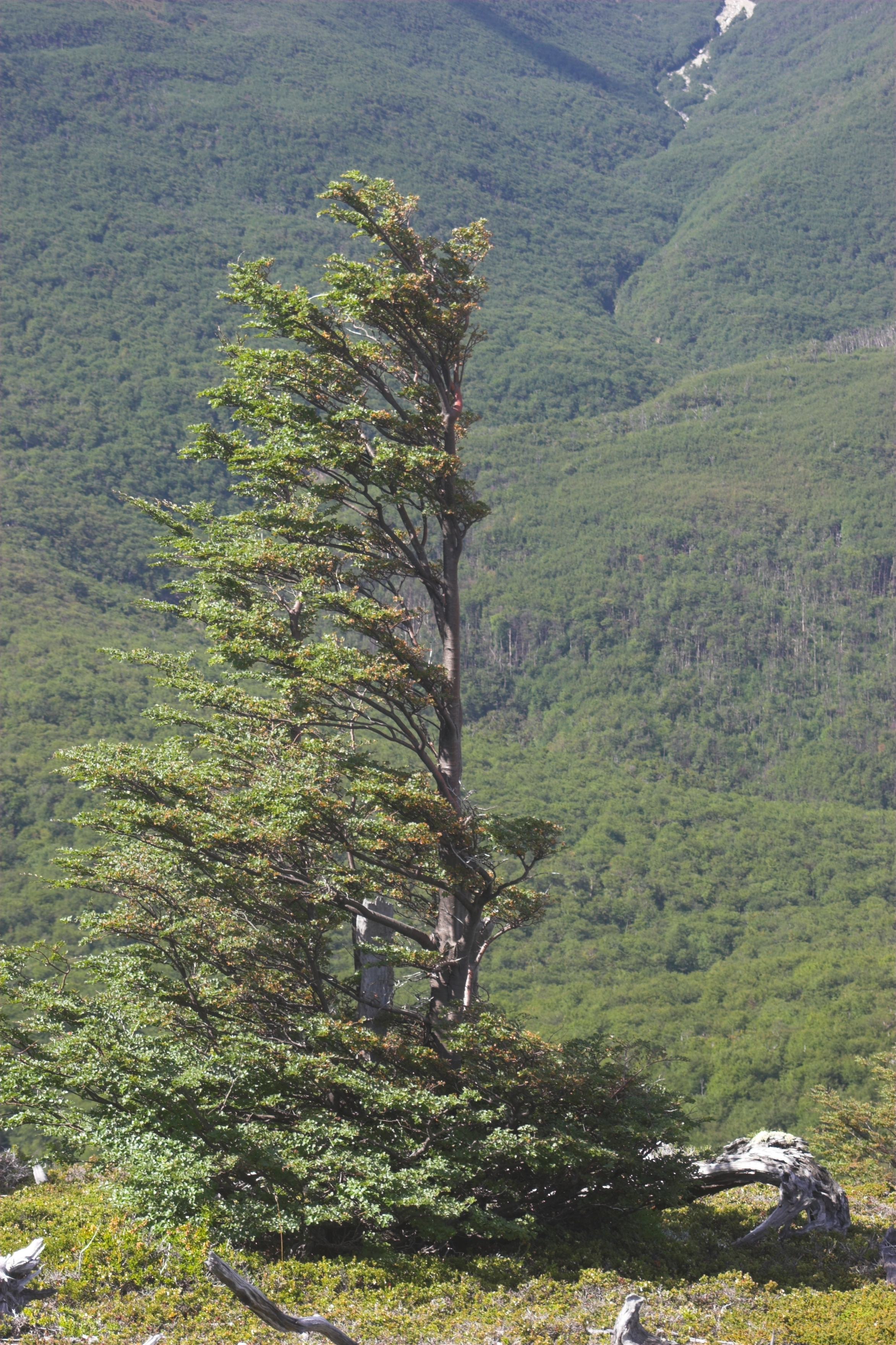
Árvore retorcida pelo vento, Parque Nacional Torres del Paine, Chile

As florestas subpolares de Magalhães (em castelhano:  Bosque Subpolar Magallánico) são uma ecorregião terrestre do extremo sul da América do Sul, cobrindo partes do sul do Chile e da Argentina, e fazem parte da região neotropical. É uma ecorregião decídua temperada, e contém as florestas mais meridionais do mundo.

## Localização
A ecorregião das florestas subpolares de Magalhães fica a oeste da cordilheira dos Andes, que se estende no sentido norte-sul na maior parte de sua extensão, mas curva-se para o leste perto do extremo sul da América do Sul, terminando no arquipélago da Terra do Fogo. A ecorregião de Magalhães foi coberta por geleiras durante a última era glacial, e a paisagem é profundamente dissecada por fiordes, com inúmeras ilhas, enseadas e canais, incluindo o Estreito de Magalhães.
Ao norte do paralelo 48 sul encontra-se a ecorregião das florestas tropicais temperadas valdivianas, muito semelhante à  ecorregião de Magalhães na vida vegetal e animal. A leste ficam as ecorregiões de pastagens temperadas e matagais mais secas da Patagônia, que estão sob a sombra da chuva das montanhas dos Andes e do Fogo.

## Clima
As cadeias montanhosas interceptam ventos do oeste carregados de umidade, criando condições para a floresta tropical temperada, enquanto a corrente oceânica fria de Humboldt, que sobe a costa oeste da América do Sul, e a corrente fria circumpolar da Antártica, que corre de oeste a leste através do Oceano Antártico, mantém a ecorregião de Magalhães fresca e úmida, e a forte influência oceânica modera os extremos sazonais de temperatura.
As temperaturas médias anuais variam de 6°C no norte a 3°c no sul, e precipitação anual varia entre 4.000 mm no oeste e 450 mm no leste. Quedas de neve podem ocorrer mesmo no verão. Nevoeiros são muito frequentes. Ventos muito fortes açoitam a região e obrigam as árvores a crescer em formas retorcidas e tortas, lutando contra o vento; e as pessoas as chamam de "árvores-bandeira".

## Flora
Assim como a ecorregião Valdiviana, as florestas subpolares de Magalhães são um refúgio para a flora antártica e compartilham muitas famílias de plantas com as ecorregiões de florestas temperadas da Nova Zelândia, Tasmânia e Austrália, especialmente a faia do sul (Nothofagus). Espécies de Nothofagus, incluindo N. betuloides , N. Antarctica e N. pumilio, são as árvores características da ecorregião de Magalhães.
Essa floresta não apresenta a mesma riqueza de espécies da ecorregião Valdiviana, mais amena, tanto por seu clima mais frio quanto por sua recente glaciação. O avanço das geleiras fez com que as florestas recuassem para o norte, e a região foi gradualmente reflorestada a partir de cerca de 10.000 anos atrás, quando o clima esquentou e as geleiras começaram a recuar.
A ecorregião de Magalhães tem três comunidades vegetais principais: a charneca de Magalhães, a floresta perene de Magalhães e a floresta decídua de Magalhães.
A charneca de Magalhães ocorre na borda oeste da região, onde a influência oceânica é mais forte. Altos índices de precipitação de (5.000 mm/ ano) são típicos da charneca, assim como as temperaturas frias, ventos fortes, más condições de drenagem e solo rochoso e geralmente fino. A maior parte da charneca consiste em um mosaico de plantas de baixo crescimento, incluindo arbustos anões e árvores retorcidas pelo vento, gramíneas e musgos. Essas plantas podem formar uma camada inferior de turfa e áreas pantanosas. Em áreas mais protegidas, podem ser encontrados pequenos trechos de floresta perene, que incluem Nothofagus betuloides, Drimys winteri, Lepidothamnus fonkii e Pilgerodendron uviferum .
Mais longe do oceano, em áreas mais moderadas, menos expostas ao vento e à chuva oceânica, as charnecas dão lugar à floresta perene de Magalhães, composta principalmente por Nothofagus betuloides, juntamente com outras árvores perenes, mais frequentemente Drimys winteri e Pilgerodendron uviferum, e ocasionalmente Embothrium coccineum e Maytenus magellanica. Em florestas mais bem estabelecidas, uma camada de arbustos rica em espécies pode se desenvolver. Em áreas expostas, rochosas e mal drenadas, bolsões de Nothofagus antarctica e as espécies típicas de charnecas podem ser encontradas.
Mais para o leste, onde a chuva diminui para 800-850 mm/ano, Nothofagus betuloides tornam-se menos dominantes e se misturam com Nothofagus pumilio na transição para a floresta decídua. A floresta decidual de Magalhães é composta principalmente por Nothofagus pumilio e Nothofagus antarctica. Quando se atinge a sombra de chuva mais seca a leste das montanhas, as florestas desaparecem, fazendo a transição para as ecorregiões de pastagens da Patagônia.
Em espaços abertos podem ser encontrados alguns frutos suculentos: morango chileno (Fragaria chiloensis) e calafate (Berberis buxifolia); costumavam complementar a alimentação dos (agora quase inexistentes) povos nativos.
Essas florestas são incomparáveis em sua resistência a verões frios (com média de 9°C ao nível do mar) e violentos ventos subpolares. Devido a essas características, as espécies de árvores da floresta de Magalhães são semelhantes a outras partes do mundo, como as Ilhas Faroé e arquipélagos vizinhos com condições semelhantes, onde árvores de outros biomas do mundo não podem crescer. As seguintes espécies da Terra do Fogo, Drimys winteri, Nothofagus antarctica, Nothofagus pumilio e Nothofagus betuloides, foram introduzidas com sucesso nas Ilhas Faroé. Como regra geral, as árvores foguinas mostram melhores sinais de aclimatação do que as do norte da Europa Continental às condições das Ilhas Faroé.

## Fauna
As florestas subpolares de Magalhães são o lar do pudú do sul, o menor cervo do mundo, que tem apenas 35-45 cm de altura no ombro. Outras espécies animais incluem o puma (Puma concolor) e a lontra do sul (Lontra provocax), ameaçada de extinção. Roedores endêmicos incluem a mara da Patagônia, o rato-toupeira de garras longas e a viscacha.
As espécies de aves nativas incluem o pica-pau-de-magalhães (Campephilus magellanicus), o tentilhão-da-serra da Patagônia (Phrygilus patagonicus), o mimo patagônico (Mimus patagonicus) e o condor andino (Vultur gryphus).
As ricas águas costeiras de Magalhães e numerosas ilhotas rochosas hospedam muitas aves marinhas, incluindo albatrozes, auks, gaivotas, andorinhas-do-mar e pinguins.

## Áreas protegidas
Uma avaliação de 2017 descobriu que 69.938 km², ou 46% da ecorregião, estão em áreas protegidas.

### Argentina
- Parque Nacional Los Glaciares
- Parque Nacional da Terra do Fogo

### Chile
- Reserva Nacional Katalalixar
- Parque Nacional Bernardo O'Higgins
- Parque Nacional Torres del Paine
- Reserva Nacional de Alacalufes
- Parque Nacional Alberto de Agostini
- Parque Nacional Cabo de Hornos